# Epilobium duriaei
Epilobium duriaei är en dunörtsväxtart som beskrevs av Godron. Epilobium duriaei ingår i släktet dunörter, och familjen dunörtsväxter. Inga underarter finns listade i Catalogue of Life.